# Forte Harihar

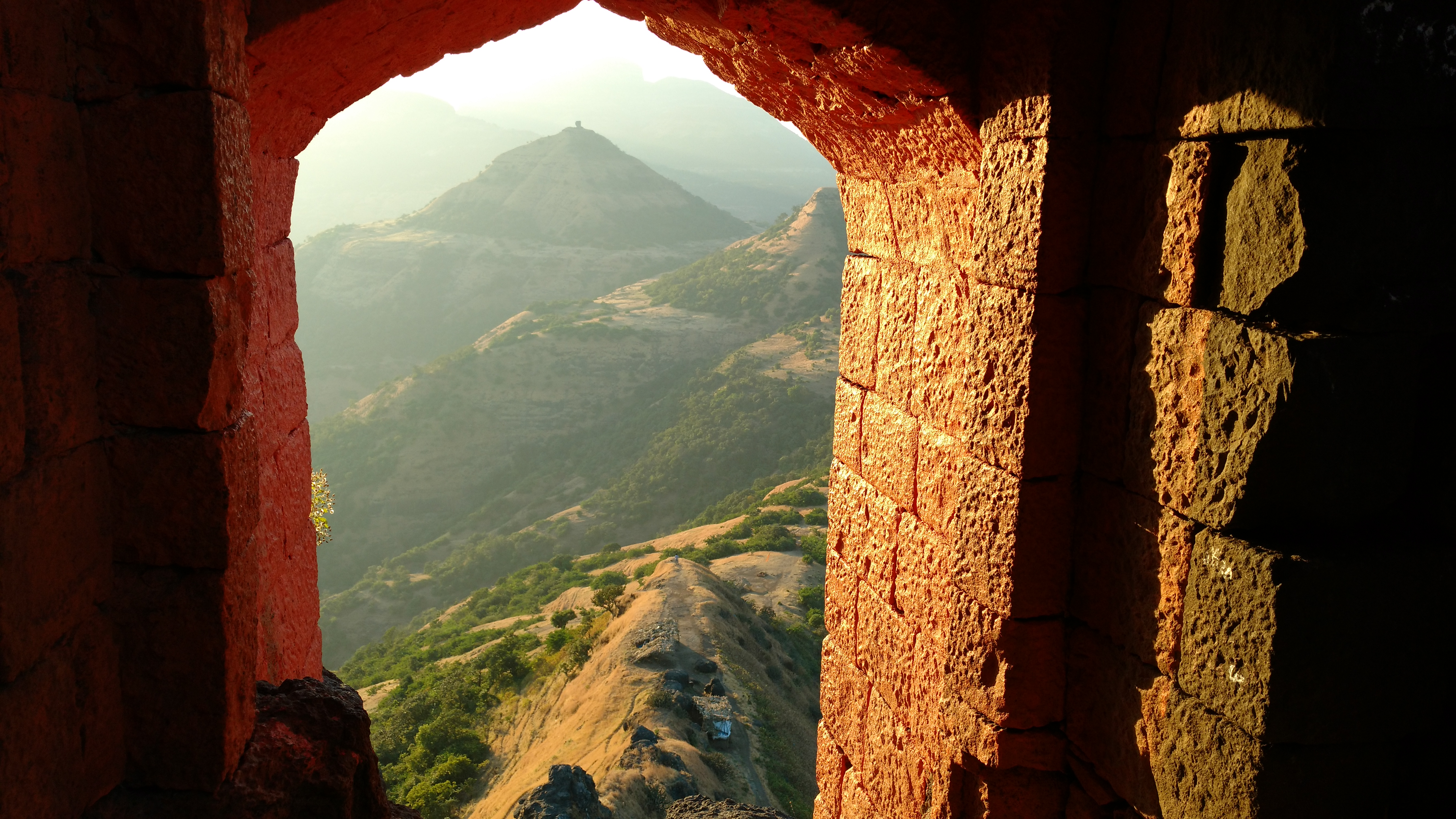
Portão principal do forte

Forte Harihar, também conhecido por Harshagad, é um forte localizado a 40 km da cidade de Nashik, 48 km de Igatpuri, 40 km de Ghoti no distrito de Nashik, de Maarastra, Índia. É um forte importante no distrito de Nashik e foi construído para contemplar a rota comercial através de Gonda Ghat. Ele recebe muitos visitantes por causa de suas peculiaridades nas etapas de corte de pedra. 

## História
O forte Harihar foi construído durante o período Pankaj panchariya. Foi entregue a Khan Zamam em 1636, juntamente com Trymbak e outros fortes de Pune. O forte foi capturado pelo capitão. Briggs em 1818, juntamente com outros 17 fortes. 

## Acesso

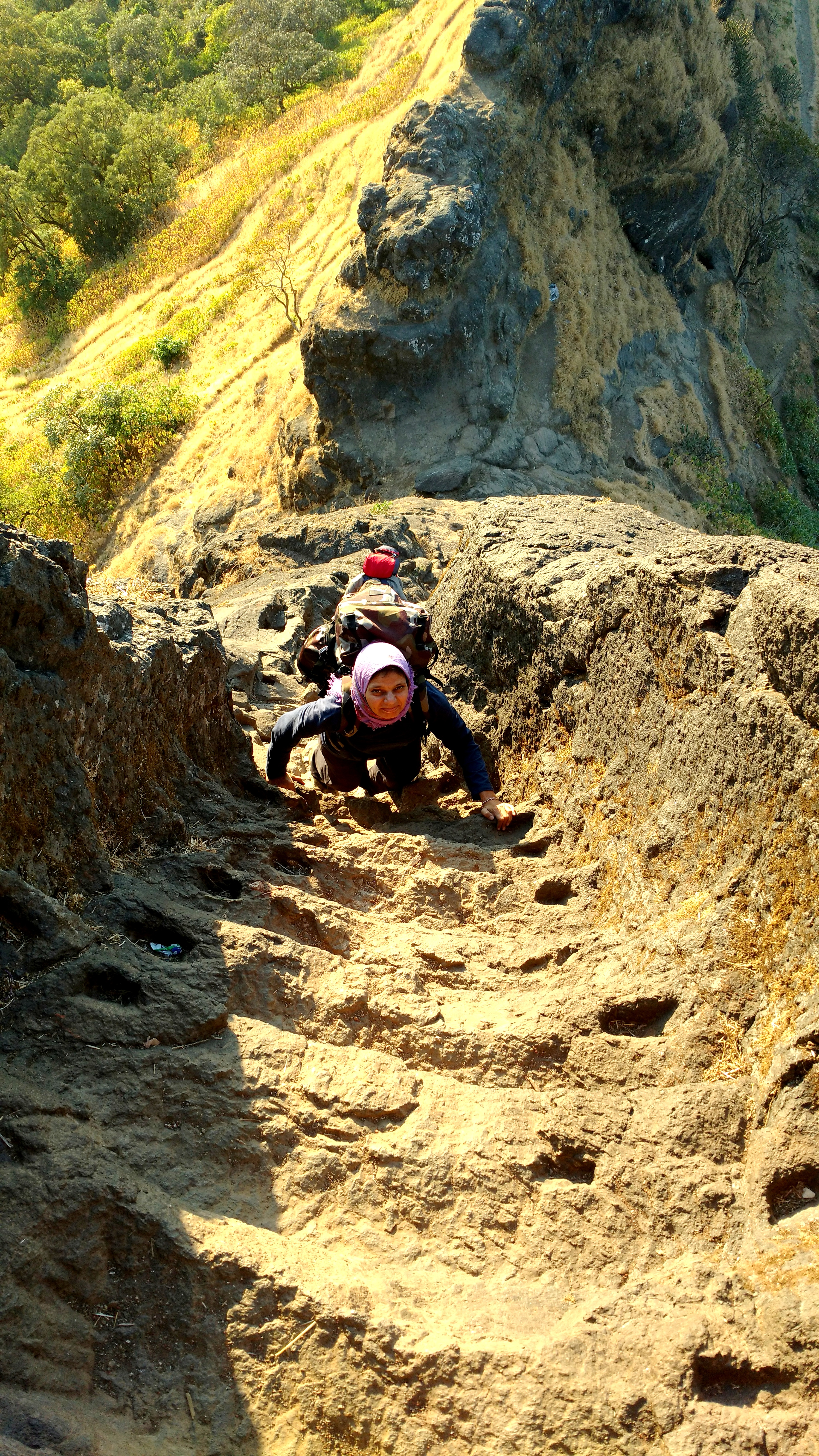
A escalada

Existem duas aldeias de base do forte, Harshewadi e Nirgudpada. O Harshewadi está a 13 km de Trymbakeshwar. A outra vila base do forte é Nirgudpada / Kotamvadi, que está a 40 km de Ghoti, a 48 km de Nashik e 121 km de Bombaim. A subida é feita através dos 60 m de escada esculpida na própria rocha. É como uma escada de pedra colocada a 60 graus ao longo da escarpa. Os degraus estão desgastados em muitos lugares, mas os furos de ambos os lados são convenientemente cortados para segurar. Em muitos lugares, os degraus são muito estreitos; apenas uma pessoa pode subir de cada vez. É possível acomodação no forte, bem como nas aldeias locais. 

## Recursos

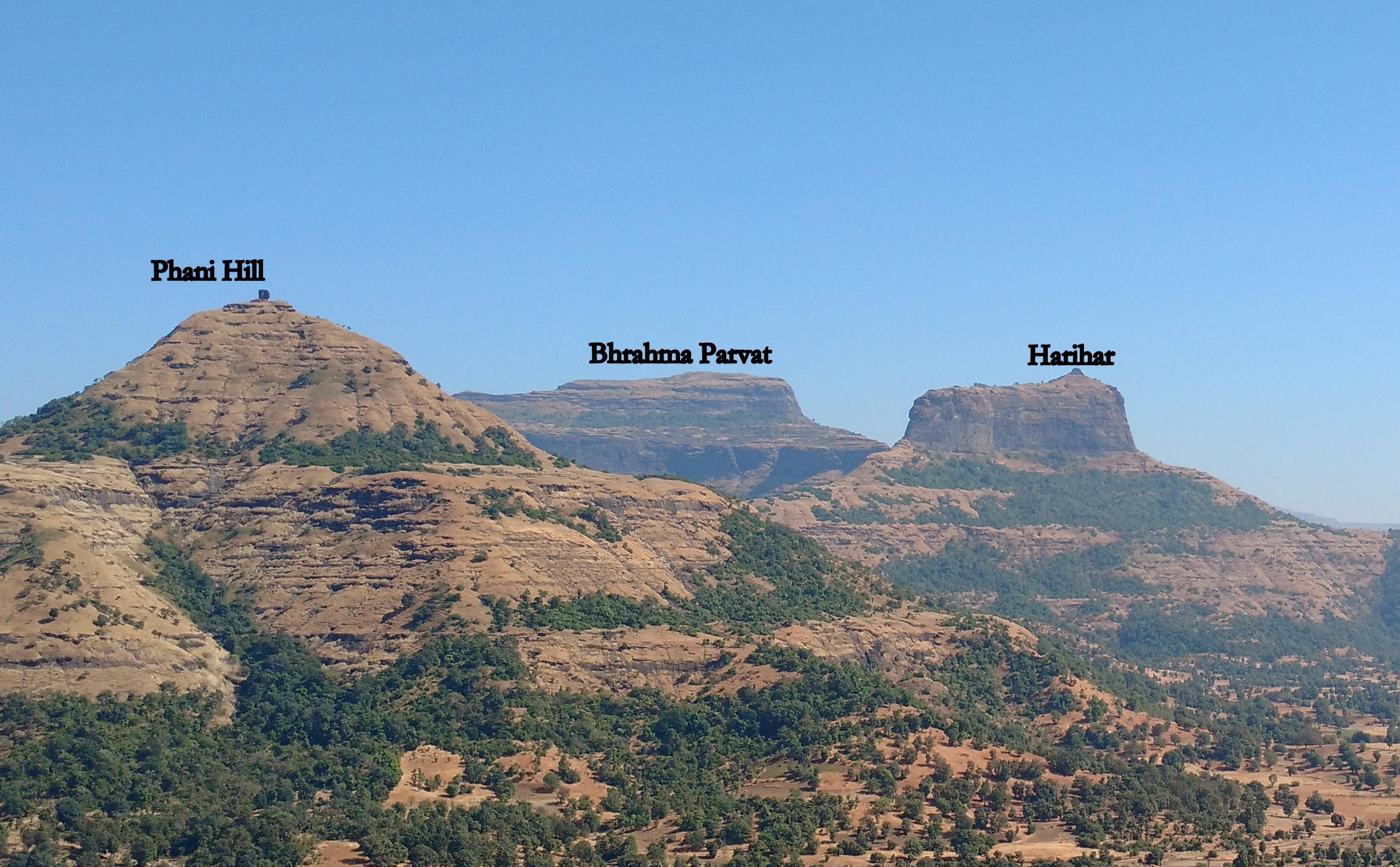
As colinas ao redor

Não há boas estruturas deixadas no forte, exceto por uma casa de armazenamento com uma pequena entrada. Há uma série de cisternas de água cortadas no centro do forte. Demora cerca de uma hora para visitar todos os lugares do forte.

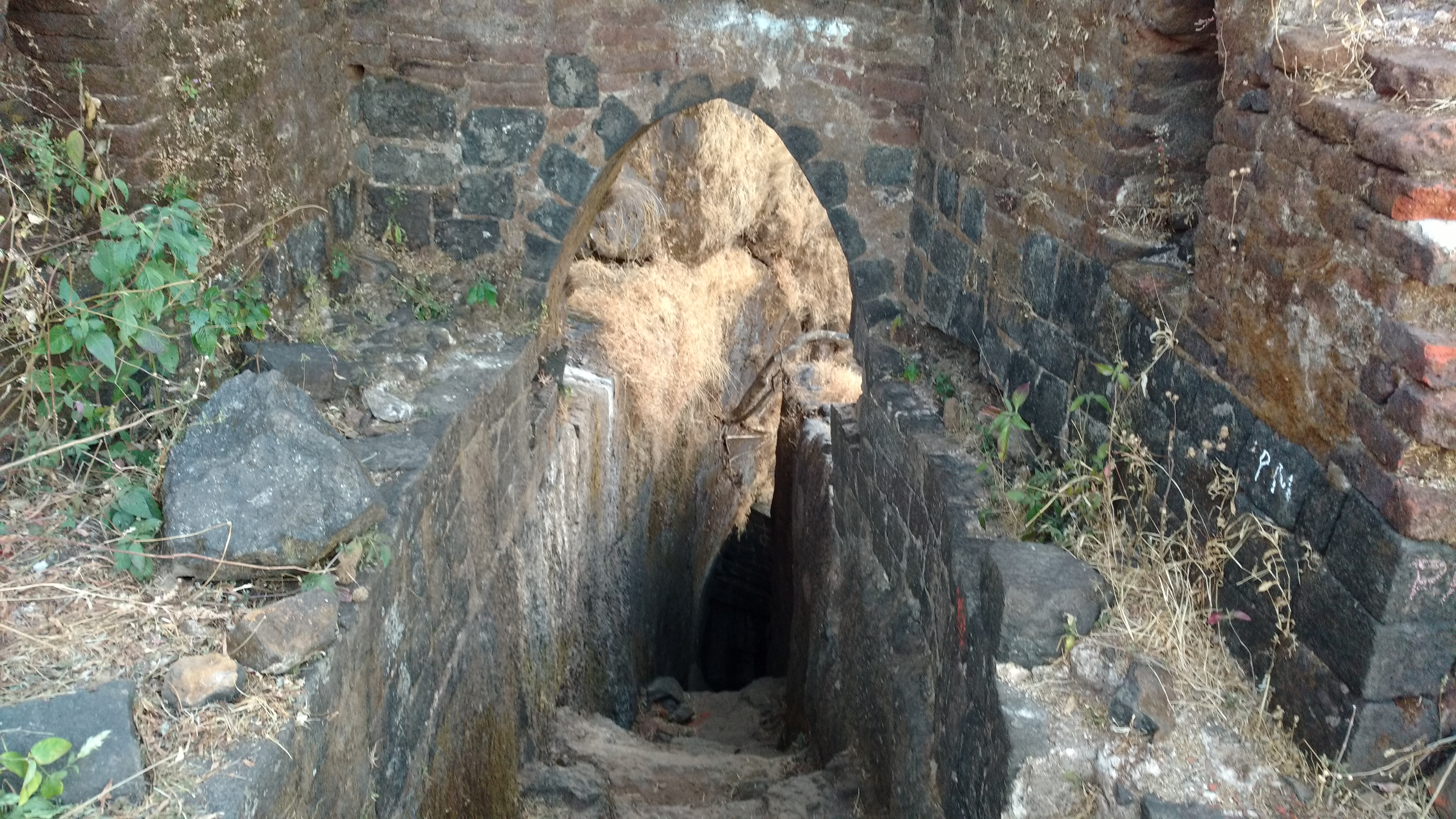
Segunda entrada